# Paolo Di Canio
Paolo Di Canio (Roma, 9 de julho de 1968) é um ex-futebolista e treinador de futebol italiano. Atualmente, está sem clube.
Suas características eram a rapidez para ir para cima de seus adversários e a eficiência de seus chutes cruzados. Outra curiosidade é sua ideologia política: possui simpatia pelo antigo ditador Benito Mussolini, ostentando, inclusive, uma tatuagem em seu braço uma palavra em latim ,onde se lê: "Dux" (Duce, em italiano).

## Carreira
Torcedor confesso da Lazio, Di Canio chegou inclusive a ser membro da torcida Ultra do clube. Em 1985, iniciou a carreira na própria Lazio, com apenas 17 anos. Para ganhar mais experiência de jogo, foi emprestado por uma temporada à Ternana, jogando 27 partidas e marcando 2 gols, e voltou à Lazio em 1987. Após anos sem vencer a Roma, Di Canio entrou e fez o gol da vitória por 1 a 0, em 1989. Na comemoração, provocou a torcida giallorossa, o que contribuiu para aumentar sua popularidade entre os laziali.
Entretanto, deixou a Lazio contra sua vontade no mesmo ano, para defender a Juventus. Embora tenha sido vice-campeão da Copa da Itália em 1992 e conquistado a Copa da UEFA de 1992-93, não conseguiu agradar, e assinou com o Napoli no mesmo ano. Jogou apenas uma temporada no clube do sul da Itália, antes de jogar pelo Milan, atuando em 37 partidas com a camisa rossonera.

## Aventuras no Reino Unido
Em julho de 1996, por desentendimentos com o técnico Fabio Capello, Di Canio saiu do Milan para defender o Celtic. Em sua única temporada vestindo a camisa dos Bhoyz, o atacante marcou 12 gols em 26 partidas e foi eleito o melhor jogador do Campeonato Escocês na temporada 1996-97. 
O desempenho chamou a atenção do Sheffield Wednesday, que o contratou em 1997. Embora tivesse feito 11 gols em 48 jogos disputados, Di Canio envolveu-se numa polêmica ao agredir o árbitro Paul Allcock na partida contra o Arsenal, rendendo uma suspensão de 11 jogos para ele.
Contratado por 1,5 milhão de libras pelo West Ham United, Di Canio protagonizou outro fato: no final da partida contra o Everton, o goleiro dos Toffees, Paul Gerrard, lesionou-se e o atacante, que já estava de frente para o gol, pegou a bola e interrompeu o jogo para que o atleta rival fosse atendido. Ovacionado pela torcida do Everton, Di Canio foi agraciado com o prêmio Fair Play da FIFA. Pelos Hammers, ele atuou em 118 partidas e balançou as redes em 48 oportunidades - em uma delas, seu gol contra o Wimbledon, em 2000, foi eleito o mais bonito da temporada pela BBC.
Jogou ainda uma temporada pelo Charlton Athletic, entre 2003 e 2004 (31 jogos, 4 gols) antes de voltar à Itália e à Lazio, aos 36 anos.

## Final de carreira
Na segunda passagem pela Lazio, Di Canio voltou a ser decisivo em um clássico frente à Roma, em 2005: marcou um dos gols na vitória de seu time, por 3 a 1. No entanto, voltou a polemizar ao fazer o Saluto Romano logo após o jogo, rendendo a ele uma multa de 10 mil euros. Repetiu os gestos contra Livorno e Juventus (foi novamente multado), além de se envolver em desentendimentos com o técnico Domenico Caso e o presidente Claudio Lotito. Sobre os gestos, o ex-primeiro-ministro italiano Silvio Berlusconi, proprietário do Milan, disse que a saudação "não teve nenhum significado", e descreveu o jogador como um bom garoto. Já Alessandra Mussolini, neta do Duce, elogiara o polêmico gesto de Di Canio, que prometeu não fazer novamente os gestos para não prejudicar o clube. Em 2005, admitiu que "era fascista", mas negou que era um jogador racista.
Sem renovar contrato, o atacante deixou a equipe biancoceleste em 2006 e assinou com o Cisco Roma, pequeno clube da capital que disputava a Série C2 numa transferência a custo zero. Foi pelo clube alvirrubro onde ele encerrou sua carreira aos 40 anos, em 2008, não sem antes envolver-se em mais uma confusão: no jogo entre seu clube e o Football Club Rieti, o atacante improvisou um strip-tease logo após a vitória por 1 a 0, fazendo em seguida o Saluto Romano. Ele ainda voltaria a jogar em 2010, com a camisa do West Ham, dessa vez num amistoso em homenagem a Tony Carr, que na época era diretor das categorias de base da equipe e que estava desde 1974 nos Hammers.

## Seleção Italiana
Durante os 23 anos de carreira como jogador, Di Canio jamais foi convocado para defender a Seleção Italiana principal, tendo atuado em 9 partidas pela equipe sub-21, entre 1988 e 1990.

## Treinador
Em 2011, 3 anos após pendurar as chuteiras, Di Canio voltou ao futebol, desta vez como treinador do Swindon Town, que havia caído para a League Two (quarta divisão inglesa), em 2011. Até 2013, quando deixou a equipe, foram 95 jogos - com 54 vitórias, 18 empates e 23 derrotas, conquistando o título da competição.
Em sua curta passagem pelo Sunderland, o ex-atacante voltou a polemizar: o então vice-presidente dos "Black Cats", David Miliband, deixou o cargo alegando divergências partidárias - ele é filiado ao Partido Trabalhista. Além disso, promoveu uma "revolução completa" no Sunderland, visando melhorar a competitividade: numa atitude ousada, Di Canio proibiu que seus atletas tomassem Coca-Cola com gelo, comer catchup e maionese, beber café, cantar nos vestiários ou usar o celular.
Entre maio de 2014 e fevereiro de 2016, manteve contatos com Celtic, Bolton Wanderers e Rotherham United para voltar à ativa, porém sem êxito.

## Títulos

### Como jogador

#### Juventus
- Copa da UEFA: 1993

#### Lazio
- Copa da Itália: 2003-04

#### Milan
- Série A: 1995-96
- Supercopa da UEFA: 1994

### West Ham
- Taça Intertoto da UEFA: 1999

### Como treinador

#### Swindon Town
- League Two: 2011-12 (como treinador)

### Prêmios individuais
- Prêmio Fair Play da FIFA: 2001